# Patrick Williams
Pour les articles homonymes, voir Williams.
Patrick Moody Williams est un compositeur américain de musique pour le cinéma et la télévision, né le 23 avril 1939 à Bonne Terre dans le Missouri et mort le 25 juillet 2018 à Santa Monica en Californie.

## Filmographie

### Compositeur

#### Cinéma

##### Années 1960
- 1968 : Adorablement vôtre (How Sweet It Is!)
- 1969 : Don't Drink the Water
- 1969 : A Nice Girl Like Me

##### Années 1970
- 1970 : Macho Callahan
- 1971 : Pigeons
- 1971 : Evel Knievel (en)
- 1973 : Sssnake le cobra (Sssssss)
- 1973 : Hex
- 1974 : Moonchild
- 1974 : Harrad Summer
- 1975 : I Wonder Who's Killing Her Now
- 1975 : La Trahison se paie cash (en) (Framed)
- 1978 : The One and Only
- 1978 : Casey's Shadow
- 1978 : Le Privé de ces dames (The Cheap Detective)
- 1978 : The Seniors (en)
- 1979 : Les Fourgueurs (en) (Hot Stuff) de Dom DeLuise
- 1979 : Les Joyeux débuts de Butch Cassidy et le Kid (Butch and Sundance: The Early Days)
- 1979 : Cuba

##### Années 1980
- 1980 : Captain Avenger (Hero at Large)
- 1980 : Wholly Moses!
- 1980 : Les nanas jouent et gagnent (How to Beat the High Co$t of Living) de Robert Scheerer
- 1980 : C'est ma chance (It's My Turn)
- 1980 : La Grosse Magouille (Used Cars)
- 1981 : Charlie Chan et la Malédiction de la Reine-Dragon (Charlie Chan and the Curse of the Dragon Queen)
- 1982 : Some Kind of Hero
- 1982 : La Cage aux poules (The Best Little Whorehouse in Texas)
- 1982 : Le Joujou (The Toy)
- 1983 : Marvin & Tige
- 1983 : Two of a Kind
- 1984 : Copain, copine (The Buddy System)
- 1984 : Swing Shift
- 1984 : Young Lust
- 1984 : Une défense canon (Best Defense)
- 1984 : Solo pour deux (All of me)
- 1985 : Match à deux (The Slugger's Wife)
- 1986 : Just Between Friends
- 1986 : Violets Are Blue...
- 1988 : Comme un cheval fou (Fresh Horses)
- 1989 : 3 Lits pour un célibataire (Worth Winning)

##### Années 1990
- 1990 : Cry-Baby
- 1990 : In the Spirit
- 1992 : Le Feu sur la glace (The Cutting Edge)
- 1992 : Big Girls Don't Cry... They Get Even
- 1995 : The Grass Harp
- 1995 : Stormchasers
- 1997 : C'est ça l'amour? (That Old Feeling)
- 1997 : Julian Po
- 1999 : The Reef
- 1999 : La Profondeur du ciel (Kiss the Sky)

##### Années 2000
- 2002 : Locarno Sessions -Autorretrato 2-

#### Télévision

##### Années 1970
- 1970 : The Headmaster (série)
- 1970 : The Mary Tyler Moore Show ("Mary Tyler Moore") (série)
- 1970 : San Francisco International
- 1971 : Incident in San Francisco
- 1971 : Travis Logan, D.A.
- 1971 : Hitched (en)''
- 1971 : Cannon ("Cannon") (série)
- 1971 : Terror in the Sky
- 1971 : Funny Face (série)
- 1971 : Lock, Stock and Barrel
- 1971 : The Failing of Raymond
- 1972 : Hardcase
- 1972 : Les Rues de San Francisco
- 1972 : Les Rues de San Francisco ("The Streets of San Francisco") (série)
- 1972 : Short Walk to Daylight
- 1973 : A Time for Love
- 1973 : Le Magicien (The Magician)
- 1973 : Topper Returns
- 1973 : Ordeal
- 1974 : La Femme du Kid (Mrs. Sundance)
- 1974 : Murder or Mercy
- 1975 : Stowaway to the Moon (en)
- 1975 : Crossfire
- 1975 : Doc (série)
- 1975 : The Lives of Jenny Dolan
- 1976 : Bert D'Angelo/Superstar (série)
- 1976 : Good Heavens (en) (série)
- 1976 : Most Wanted
- 1976 : The Tony Randall Show (série)
- 1977 : Stonestreet: Who Killed the Centerfold Model?
- 1977 : The Andros Targets (série)
- 1977 : The Man with the Power
- 1977 : Lou Grant ("Lou Grant") (série)
- 1977 : Columbo : Try and Catch Me
- 1978 : Escapade
- 1978 : Columbo (série), saison 7, épisode 3 : Meurtre parfait (Make Me a Perfect Murder)
- 1979 : Sloane, agent spécial ("A Man Called Sloane") (série)

##### Années 1980
- 1981 : A Girl's Life
- 1981 : The Two of Us (série)
- 1981 : The Miracle of Kathy Miller
- 1981 : The Princess and the Cabbie
- 1982 : Family in Blue
- 1982 : Tomorrow's Child
- 1982 : Moonlight (TV)
- 1982 : Devlin Connection ("The Devlin Connection") (série)
- 1983 : The Fighter
- 1983 : Mr. Smith (série)
- 1983 : AfterMASH (série)
- 1984 : Empire (série)
- 1985 : Dans des griffes de soie (Seduced)
- 1986 : The Rig
- 1986 : Spot Marks the X
- 1986 : Oceans of Fire
- 1986 : Heart of the City (en) (série)
- 1987 : Kojak: The Price of Justice
- 1987 : Mr. President (série TV)
- 1987 : The Days and Nights of Molly Dodd (série)
- 1987 : The Slap Maxwell Story (série)
- 1987 : La Vérité cachée (Laguna Heat)
- 1988 : Eisenhower & Lutz (série)
- 1988 : Maybe Baby
- 1988 : Double Standard
- 1989 : American Nuclear
- 1989 : Columbo - Ombres et lumières (Columbo: Murder, Smoke and Shadows)
- 1989 : Columbo (saison 8, épisode 03 : Fantasmes)
- 1989 : FM (série)
- 1989 : Night Walk
- 1989 : Portrait d'un assassin (Columbo: Murder, a Self Portrait)

##### Années 1990
- 1990 : Earth Day Special
- 1990 : Good Night, Sweet Wife: A Murder in Boston
- 1990 : Love and Lies
- 1990 : Columbo - Meurtre en deux temps (Columbo: Murder in Malibu)
- 1990 : Decoration Day
- 1991 : Saturday's
- 1991 : The Whereabouts of Jenny
- 1991 : In Broad Daylight
- 1991 : Daughters of Privilege
- 1991 : Keeping Secrets
- 1992 : Back to the Streets of San Francisco
- 1992 : Le Cimetière oublié
- 1992 : Columbo - A chacun son heure (Columbo: No Time to Die)
- 1992 : Legacy of Lies
- 1992 : Pour une poignée de diamants (Jewels)
- 1993 : Black Tie Affair (série)
- 1993 : Blind Spot
- 1993 : Murder in the Heartland (en)
- 1993 : Taking the Heat
- 1993 : Cutters (série)
- 1993 : Zelda
- 1993 : Geronimo
- 1993 : Mercy Mission: The Rescue of Flight 771
- 1994 : French Silk
- 1994 : Pacte criminel (Accidental Meeting)
- 1994 : The Corpse Had a Familiar Face
- 1994 : Getting Gotti
- 1994 : La Quatrième Dimension : L'ultime voyage (Twilight Zone: Rod Serling's Lost Classics)
- 1994 : The Gift of Love
- 1994 : Un dimanche sur deux (Because Mommy Works)
- 1994 : Retour vers le passé (Take Me Home Again)
- 1995 : Extrême ("Extreme") (série)
- 1995 : OP Center
- 1995 : Histoires de femmes (Betrayed: A Story of Three Women)
- 1995 : Kingfish: La vie de Huey P. Long (en) (Kingfish: A Story of Huey P. Long)
- 1995 : Meurtres en série (Deadline for Murder: From the Files of Edna Buchanan)
- 1995 : Le Feu du secret (Her Hidden Truth)
- 1995 : The West Side Waltz
- 1995 : Les Photos (Journey)
- 1995 : Saved by the Light
- 1996 : A Brother's Promise: The Dan Jansen Story
- 1996 : Ma meilleure ennemie (My Very Best Friend)
- 1996 : Never Give Up: The Jimmy V Story
- 1996 : The Siege at Ruby Ridge
- 1996 : Un week-end à la campagne (A Weekend in the Country)
- 1996 : After Jimmy (en)
- 1997 : Chaleur meurtrière (Ed McBain's 87th Precinct: Heatwave)
- 1997 : Home Invasion
- 1997 : Childhood Sweetheart?
- 1997 : A Walton Easter
- 1997 : L'ombre d'une mère (Mother Knows Best)
- 1997 : Sisters and Other Strangers
- 1997 : Nuit d'orage (Heart Full of Rain)
- 1997 : SolomonSolomon (en)
- 1998 : Insoupçonnable vérité (A Change of Heart)
- 1998 : Le Chevalier hors du temps (A Knight in Camelot)
- 1999 : La Vie secrète d'une milliardaire (Too Rich: The Secret Life of Doris Duke)
- 1999 : Dangereuse révélation (A Murder On Shadow Mountain)
- 1999 : Take My Advice: The Ann and Abby Story
- 1999 : Destins de femmes (A Cooler Climate)
- 1999 : A Song from the Heart
- 1999 : Amours et rock'n' roll (Shake, Rattle and Roll: An American Love Story)
- 1999 : Tel père... telles filles (Switching Goals)
- 1999 : La Croisée des chemins (Miracle on the 17th Green)
- 1999 : Jésus (Jesus)

##### Années 2000
- 2000 : The Three Stooges de James Frawley
- 2000 : The Thin Blue Lie
- 2000 : Les Ombres du passé (Yesterday's Children)
- 2001 : Les Osmond (Inside the Osmonds)
- 2001 : Blonde
- 2001 : Non coupable (Just Ask My Children)
- 2002 : Une famille déchirée (We Were the Mulvaneys)
- 2002 : Monk (série)
- 2002 : Power and Beauty
- 2002 : Just a Walk in the Park
- 2002 : Le Cœur d'un autre (Heart of a Stranger)
- 2003 : Mariés à jamais (1st to Die)
- 2003 : Finding John Christmas
- 2004 : The Perfect Husband: The Laci Peterson Story
- 2004 : Deux anges dans la ville (When Angels Come to Town)
- 2005 : Hercule

### Réalisateur

#### Télévision
- 1998 : Jett Jackson ("The Famous Jett Jackson") (série)
- 2001 : SK8 (série)